# Infraestructuras de Valladolid

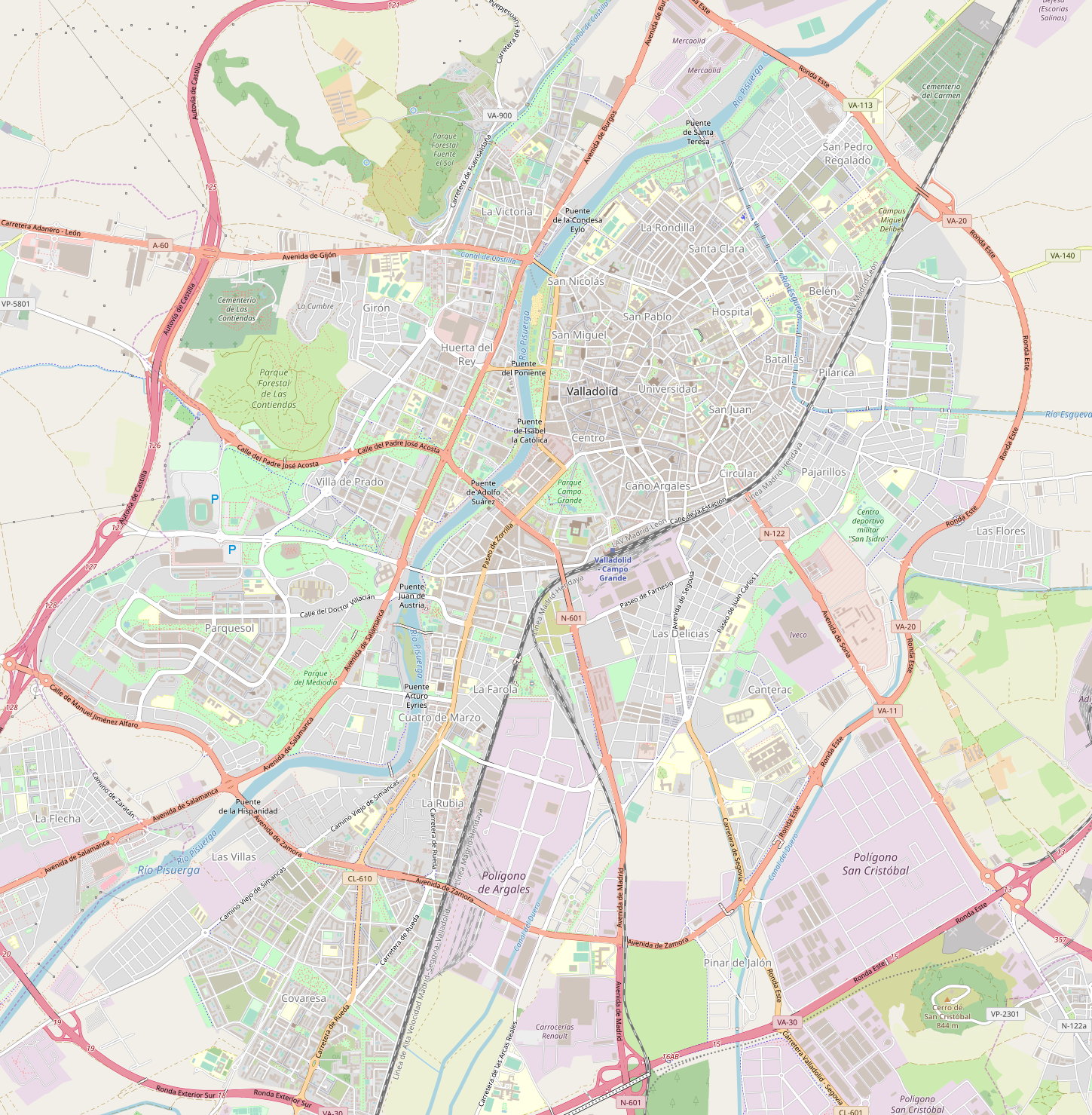
Mapa de Valladolid, año 2020.

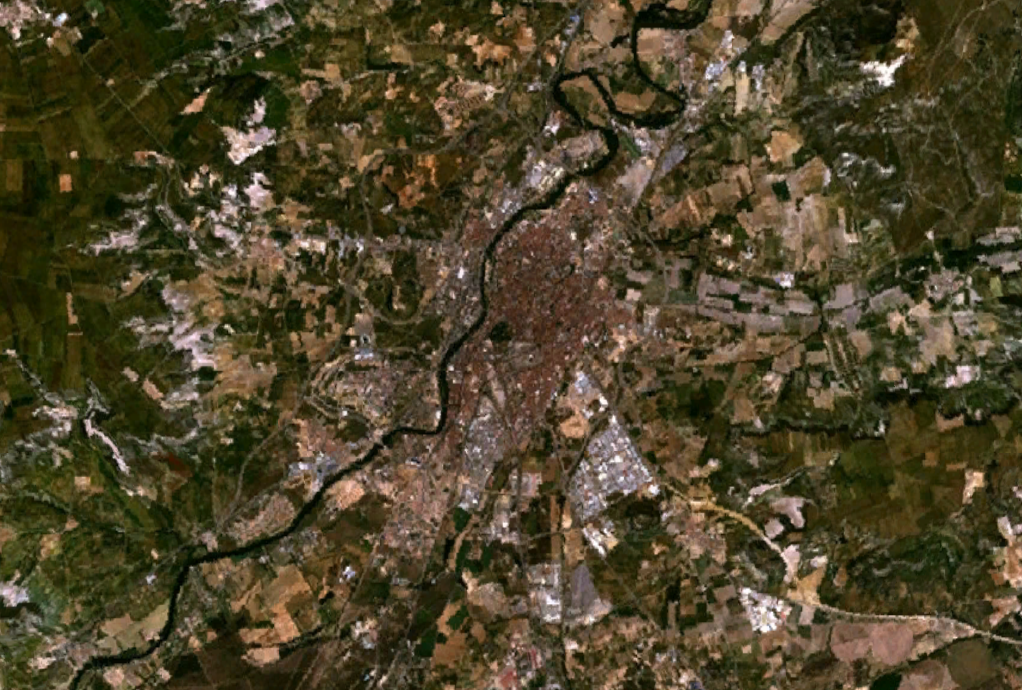
Vista por satélite de la ciudad de Valladolid, año 2008.

## Carreteras

Accesos a Valladolid por carretera, mapa del año 2007.

### Rondas

#### Ronda interior (VA-20)
Es la ronda interior de Valladolid. Está dividida en dos tramos, en función de la administración que ostenta la titularidad de los mismos:
- La ronda este,  VA-20 , pertenece al Ministerio de Fomento y comienza en el kilómetro 120 de la A-62 y termina en el enlace de la autovía de Pinares (A-601). Es una carretera de dos carriles por sentido con enlaces al mismo nivel regulados por semáforos. Tiene un tramo limitado a 50 km/h, mientras que el resto de la ronda está limitada a 80 km/h.
- La ronda interior sur,  avenida de Zamora , es una avenida urbana perteneciente al Ayuntamiento de Valladolid y por lo tanto es una calle más de la ciudad, con una limitación de velocidad de 50 km/h. La avenida de Zamora da continuidad por el sur a la VA-20 cerrando la circunvalación y conectando la A-601 de nuevo con la autovía de Castilla.

#### Ronda exterior (VA-30)
Es la ronda exterior. Empieza en la autovía de Castilla (A-62), a la altura de Cigales y bordea la ciudad conectado con las distintas autovías que llegan a Valladolid hasta desembocar de nuevo en la A-62 a la altura de Arroyo de la Encomienda.

### Vías de acceso

#### A-11
Es el inicio de la autovía del Duero (A-11) de Valladolid a Soria. Supone el desdoblamiento de la  N-122  desde Valladolid a Tudela de Duero, con una limitación de velocidad de 100 km/h. Pese a su denominación oficial de VA-11, está siempre señalizada como  A-11 .

#### N-601
Es el desdoblamiento de la  N-601  a la entrada por el sur a Valladolid. El desdoblamiento comienza en Boecillo, en el cruce con la CL-600, y termina en el enlace con la ronda interior sur (avenida de Zamora). Pese a su denominación oficial de VA-12 y ser una autovía, está siempre señalizada como  N-601 .

### Carreteras de interés

#### A-62
Comunica a la ciudad con Venta de Baños (donde sale un ramal hacia Palencia y continúa hacia Burgos) y con Tordesillas (donde enlaza con la A-6, y la A-11). En el tramo Valladolid - Palencia fue la primera autovía en construirse cerca de Valladolid. Posteriormente, se construyó el tramo Valladolid - Tordesillas, y finalmente se construyó una variante para esta autovía que evitaría el paso del tráfico a través de la ciudad. Esta variante se la conoce también como "Ronda Oeste".
Actualmente, se empieza a sugerir la ampliación a tres carriles entre Tordesillas, Valladolid y Venta de Baños debido al aumento de tráfico.
Esta autovía podría servir de conexión para un hipotético macropolígono industrial situado en Cigales.

#### A-60
La A-60 será la carretera que una Valladolid con León. Parte de su importancia está en que une la ciudad con el aeropuerto, y comunicará la zona de Tierra de Campos.

## Ferrocarriles

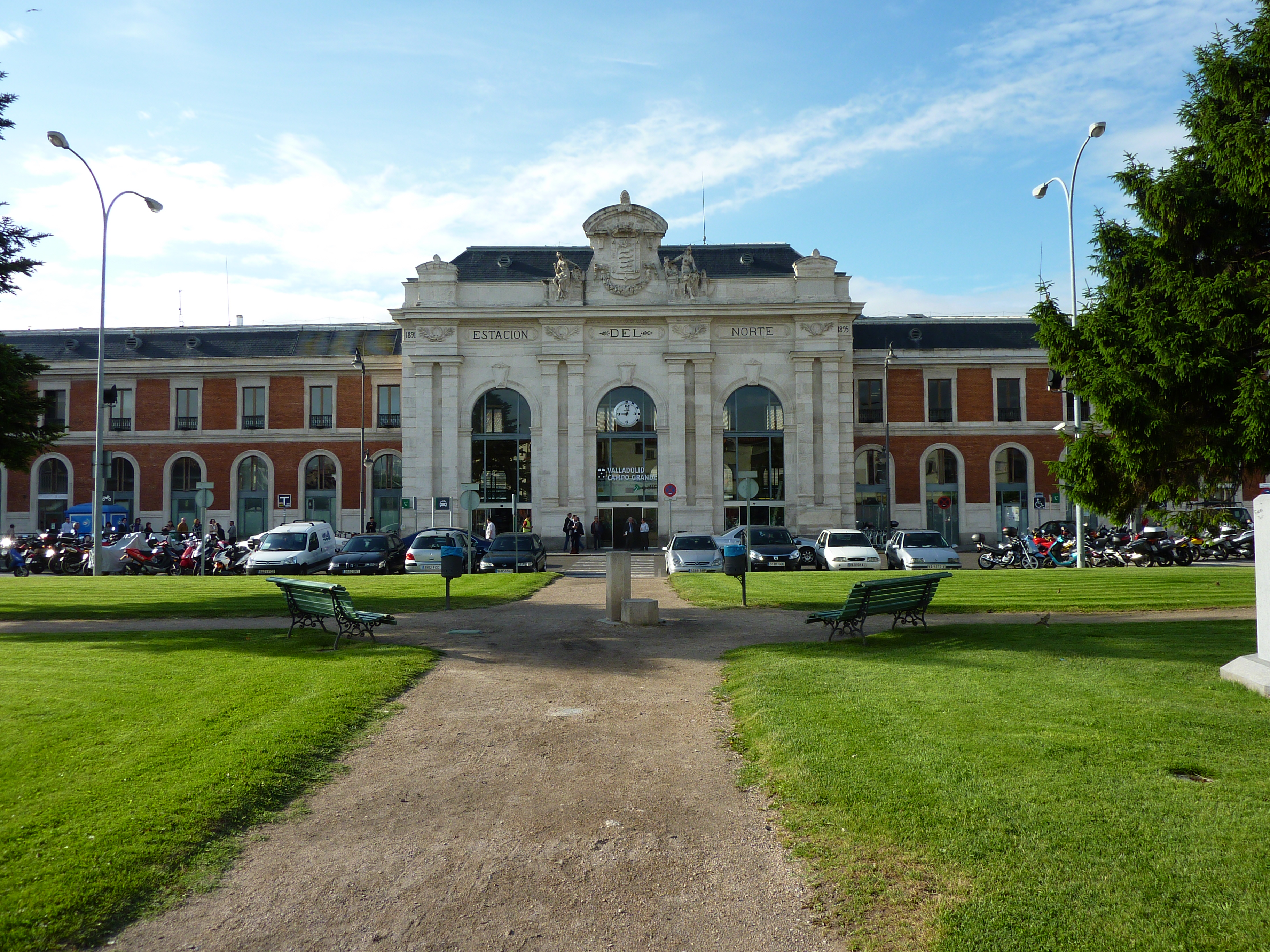
Estación de trenes Valladolid-Campo Grande.

### Integración ferroviaria
El trazado del ferrocarril en Valladolid cruza la ciudad de norte a sur, la falta de infraestructuras adecuadas para cruzarlo (especialmente peatonales) hacen que este constituya una barrera urbana. Como solución se propuso en los años 80 su soterramiento, este proyecto ha sido estudiado durante los años 90 hasta que en 2003 se constituyó la sociedad Valladolid Alta Velocidad, que se encargaría de soterrar el tren (sólo el ancho internacional, desmantelando el ancho ibérico) a su paso por la ciudad financiando la operación con la venta de terrenos para usos inmobiliarios.
Dicha operación resultó fallida con la crisis de 2008, y tras realizarse una parte de las obras como la plataforma de la Variante Este de Valladolid (salvo el viaducto de Los tramposos), los nuevos talleres y el soterramiento a su paso por El Pinar se adquirió una deuda de 405 millones de euros. Dicha deuda resultó insostenible por el coste real del soterramiento y las escasas probabilidades de recuperar el dinero con la venta de terrenos, por lo cual se optó por cancelar el soterramiento y apostar por una integración en superficie mediante un tratamiento de bordes y la mejora de la permeabilidad, especialmente la peatonal.

## Aeropuerto

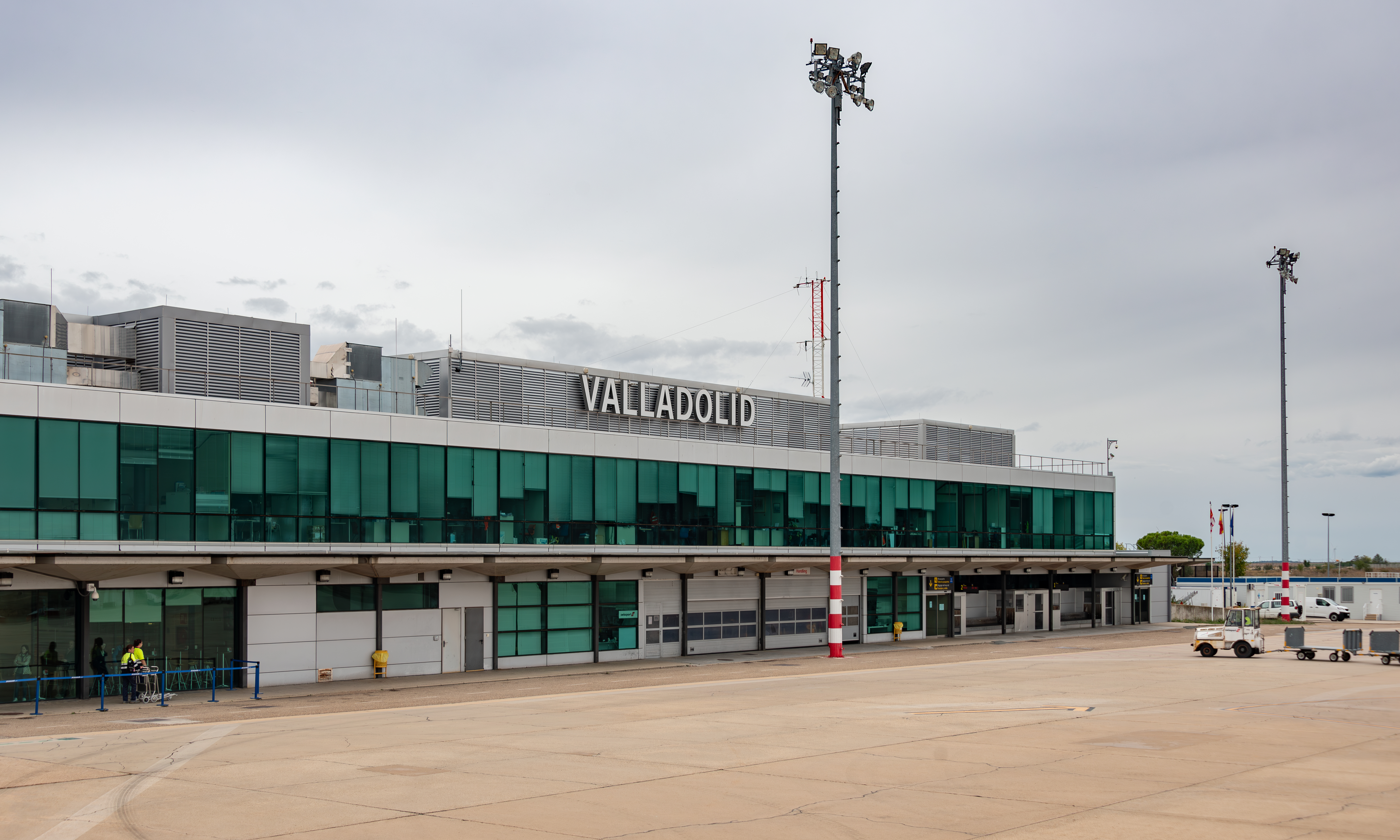
Terminal del Aeropuerto de Valladolid.

El Aeropuerto de Valladolid se encuentra situado en Villanubla, a unos 10 kilómetros al oeste de la ciudad. Para llegar hay que circular por la  N-601  o la  A-60 . 
En el año 2014, el aeropuerto de Valladolid gestionó 223.587 pasajeros, 4.388 movimientos de aeronaves y 21,7 toneladas de carga. Ocupa el puesto 31.º en movimiento de pasajeros dentro de los 49 aeropuertos de la red de AENA a la que pertenece. Se ha convertido en uno de los núcleos principales de pasajeros de Castilla y León. Fue construido en 1938 y reformado en 1972 y 2000. Comparte el aeropuerto civil con una base militar aérea. Su código IATA es VLL y su código OACI es LEVD. Tiene viajes a destinos como Tenerife, Barcelona, Palma de Mallorca, Gran Canaria, Lanzarote y Sevilla.

## Puerto del Canal de Castilla

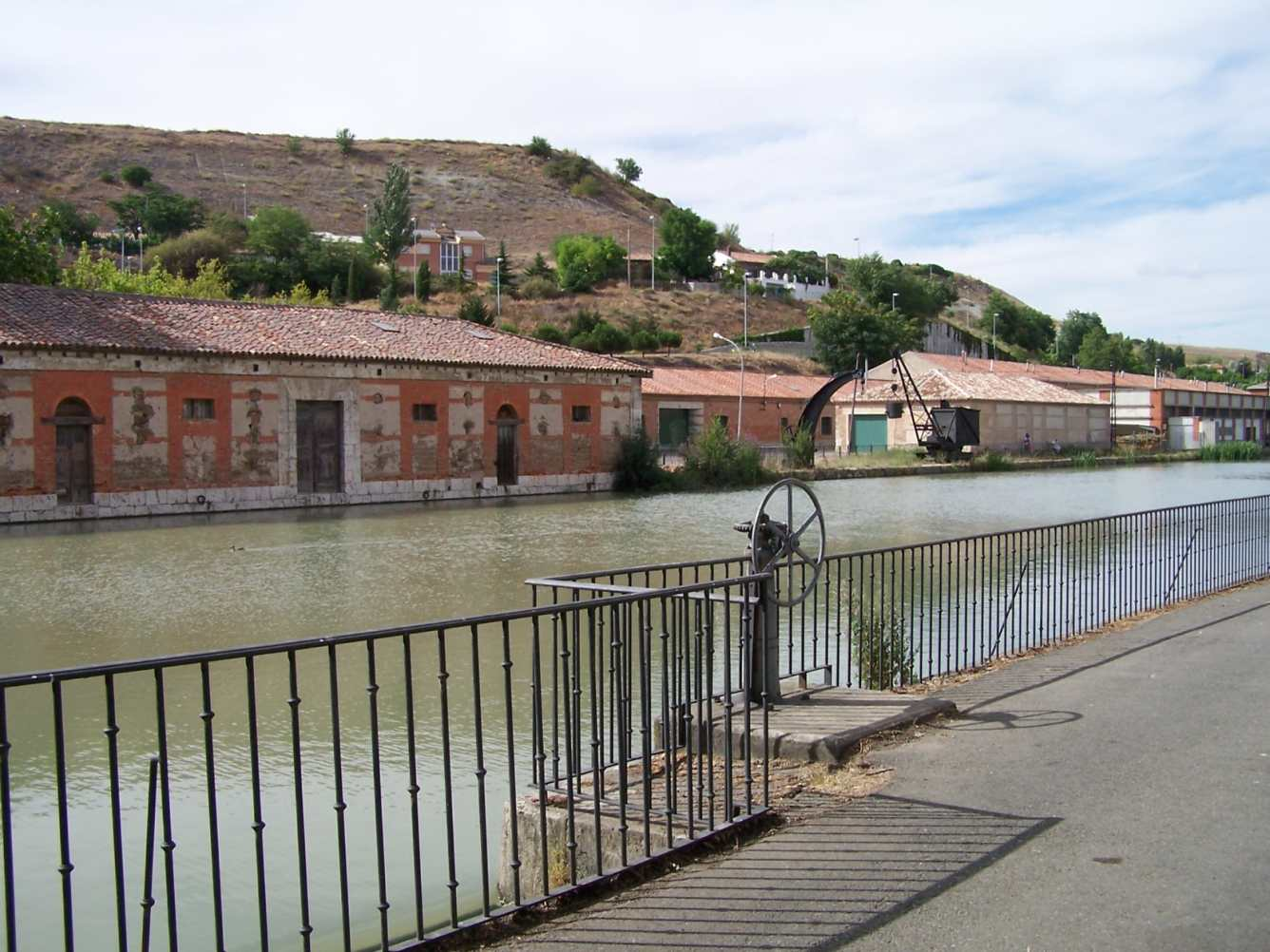
Dársena del Canal de Castilla de Valladolid. La idea de este canal era servir como vía de comunicación y transporte que solucionase el problema de aislamiento que sufría la meseta castellana, debido al relieve complicado y una deficiente red viaria, que hacía casi imposible el transporte de los productos agrarios de la región.

La dársena del Canal de Castilla de Valladolid, terminada en 1835, sirvió para subir la harina molida en Valladolid hasta la cornisa cantábrica, para vender parte de ella en Santander y el resto, exportarlo desde su puerto a toda Europa. Con la aparición del ferrocarril pocas décadas después fue perdiendo importancia hasta que a mediados del siglo XX se dejó de utilizar totalmente en el ámbito industrial y ahora su uso es principalmente turístico, ecológico y recreativo.

## Puerto Seco/Parque Agroalimentario/Gran Centro Logístico
En principio se proyectó la construcción de un puerto seco ligado al puerto de Santander (Cantabria) que estaría especializado en el sector agroalimentario y el automovilístico en un polígono de Valladolid de 270 hectáreas.
Posteriormente, el proyecto evolucionó del Puerto Seco a un Parque Agroalimentario y finalmente se desarrollará como un gran centro logístico (llamado oficialmente "Centro de Actividades Económicas"), que sería similar a la Plataforma logística de Zaragoza (Aragón).